# Thonik

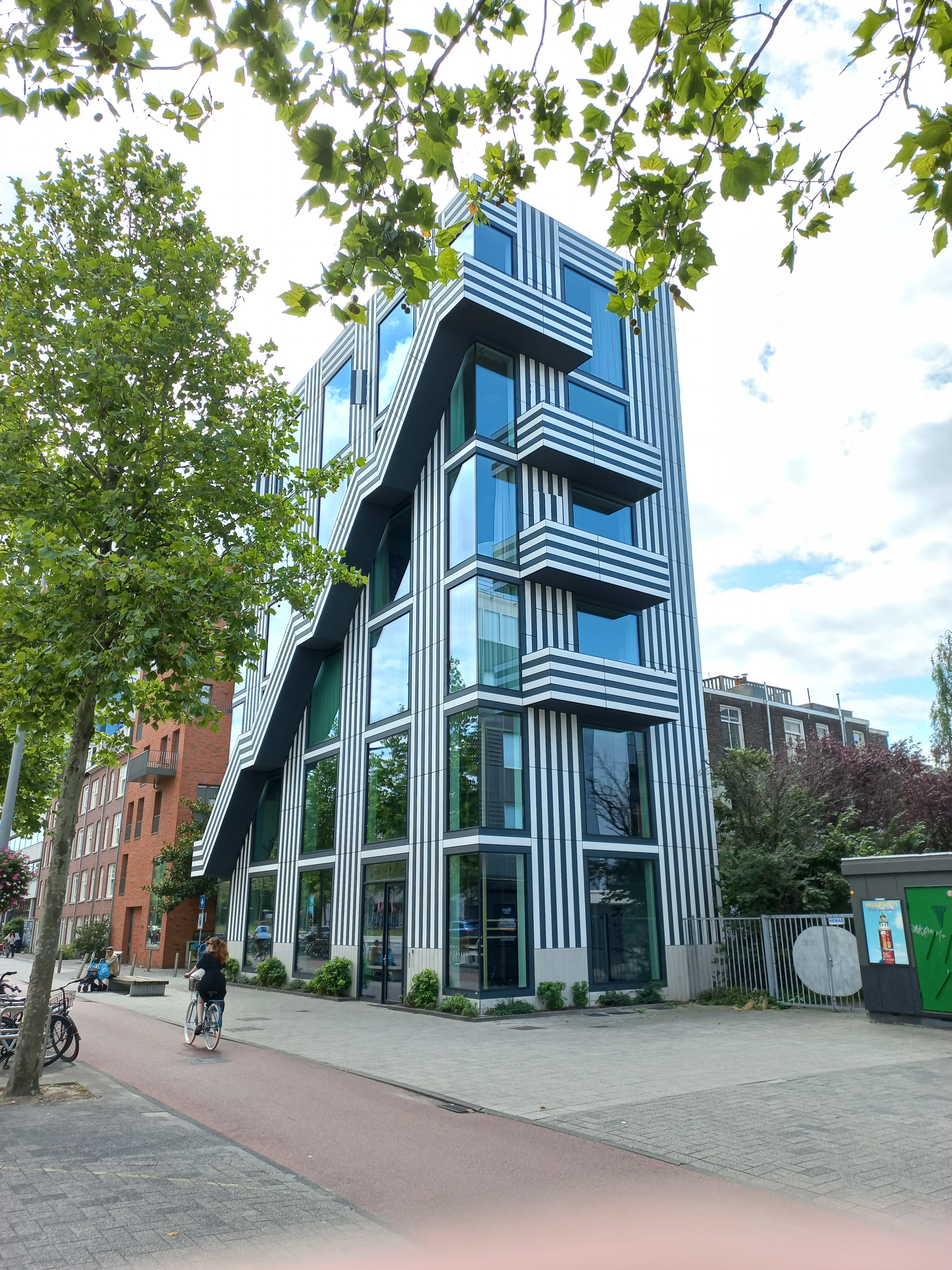
Thonikgebouw aan Wibautstraat (augustus 2022)

Thonik is een ontwerpbureau in Amsterdam, opgericht door Thomas Widdershoven (Tho) en Nikki Gonnissen (Nik). Het is vooral bekend wegens werk voor de culturele sector en non-profitorganisaties.
Een van de bekendste opdrachtgevers is de Socialistische Partij waarvoor Thonik in 2006 een nieuwe huisstijl ontwierp. Ook is Thonik sinds 2006 medeverantwoordelijk voor de verkiezingscampagnes van de Socialistische Partij (in samenwerking met Niko Koffeman). Voor dit werk ontving het bureau in 2006 de Nederlandse Designprijs en in 2007 de Rotterdam Designprijs. In 2008 werd tijdens een uur durende uitzending bekendgemaakt dat Thonik de Gouden Loeki 2008 had gewonnen met de productie van de tv-commercial 'Thuiszorg' voor de Socialistische Partij, waarin de situatie in de Nederlandse thuiszorg aan de kaak werd gesteld.

Het logo van het Nationaal Archief, een voorbeeld van een logo ontworpen door Thonik

Andere bekende opdrachtgevers zijn de gemeente Amsterdam, Openbare Bibliotheek Amsterdam, museum Boijmans van Beuningen en Triodos Bank. Thonik is tevens verantwoordelijk voor de nieuwe huisstijl en campagnes van NRC en VPRO die in 2010 werden gelanceerd. 
Thonik had soloexposities in 2008 in het Shanghai Art Museum (China), in 2009 in Spiral Art Center in Tokyo (Japan) en in 2010 in Galerie Anatome en het Institut Neerlandais in Parijs (Frankrijk).
Het bureau veroorzaakte enig rumoer met zijn in feloranje uitgevoerde onderkomen, een ontwerp van architectenbureau MVRDV, op een binnenterrein tussen de Weesperzijde en de Wibautstraat. Na aanmerkingen van omwonenden werd het bouwwerk appelgroen overgeverfd. Inmiddels is het bedrijf binnen de stad verhuisd naar de Vijzelgracht en sinds 2020 gevestigd door het door hunzelf meeontworpen Thonikgebouw. 